# デンマーク語の動詞
デンマーク語の動詞（デンマークごのどうし）では、デンマーク語の動詞について述べる。

## 概要
動詞には、不定詞を作るときに不定詞を作る機能語である at の後につける不定詞形と、時制による変化をした、現在形、過去形と過去分詞が存在する。動詞の不定詞形は、基本的に-eという形をしている。ただし、例外もあり、その例としては、have (har「持っている」の不定詞形)などがある。

## 動詞の区別
まず、デンマーク語の動詞には、自動詞と他動詞がある。それらは、その動詞が単体で文を構成できる定形と、単体では文を構成できない不定形の2つの形に分類され、さらには現在形、過去形、命令形と不定詞形、現在分詞、過去分詞にそれぞれ区別される。また、これらは、第1規則動詞、第2規則動詞、不規則動詞の三種類の変化の仕方があり、それによって(不規則動詞の場合は動詞によって)不定詞形、過去形、過去分詞の形が決まる。現在形、現在分詞、命令形は、ごく一部の不規則動詞を除いて、次のようになる。ただし、下の表では語幹部分をハイフンの記号で省略している。
| 変化語尾    | 不定詞形 | 現在形 | 過去形 | 過去分詞 | 現在分詞 | 命令形       |
| ----------- | -------- | ------ | ------ | -------- | -------- | ------------ |
| 第1規則動詞 | -e       | -er    | -ede   | -et      | -ende    | - (語幹のみ) |
| 第2規則動詞 | -e       | -er    | -te    | -t       | -ende    | - (語幹のみ) |

以上をまとめ、例を挙げると、それぞれの動詞には以下のような変化、区別がある。
| 動詞       | 定形     | 規則動詞1 | 規則動詞2 | 不規則動詞 |
| ---------- | -------- | --------- | --------- | ---------- |
| 定形動詞   | 現在形   | elsker    | møder     | flyver     |
| 定形動詞   | 過去形   | elskede   | mødte     | fløj       |
| 定形動詞   | 命令形   | elsk      | mød       | flyv       |
| 不定形動詞 | 不定詞形 | elske     | møde      | flyve      |
| 不定形動詞 | 現在分詞 | elskende  | mødende   | flyvende   |
| 不定形動詞 | 過去分詞 | elsket    | mødt      | fløjet     |

## 現在形
デンマーク語の動詞には、人称変化が一切ない。しかし、時制による変化は存在する。
現在形は、正式には「語幹 + er 」だが、「不定詞形＋r」という形をしていることが多い。
上の項の表からわかるように、現在形と現在分詞は規則変化の種類を超えて語尾が同じであり、これらは不規則動詞においても同じである。つまり、現在形は「不定詞形+r」、現在分詞は「不定詞形+ende」で作ることができる。
例
- vente（待つ） - venter
- spise（食べる） - spiser
- komme（来る） - kommer
- gå(行く)   -går

である。

## 過去形
過去形の語尾変化は、規則変化ごとに次のようになっている。
- 第一規則変化「動詞の不定詞形＋de」
vente - ventede
- 第二規則変化「不定詞形＋語尾のeをはずして-teをつける」
spise - spiste
- 不規則変化
komme - kom

である。

## 命令形
命令形は、単体で命令文を作ることができる。動詞の命令形を使った禁止の表現は、一般的ではないが、文法上は可能である。
命令形は、語幹のみの形(多くの動詞ではその不定詞形の語尾の -e をとった形)のものがほとんどである。
例
- Spis!（食べろ）
- Flyv!（飛べ）

ただし、例外もいくつかある。
- Se!（見ろ/見て）
- Sne!（(雪よ)降れ）

## 動詞の例・用法
現在
1.現在の事実や習慣、恒久的な状態・心理、現在の状態
Skolen begynder kl. 7. 「学校は朝7時に始まる。」
Århus ligger i Jylland. 「オーフースは、ユラン半島にある。」
Solen går ned i vest.「日は西から昇る。」
Nu er ikke Peter hjemme. 「今、ピーターは家にいない。」
Hun er glad nu. 「彼女は今、嬉しいです。」
2.未来の事柄
Jeg går universitet.「私は大学に行く。」 
など。

過去
William mødte Gitte i 1997 på en café i Århus.「ウィリアムは、1997年のオーフースのカフェでギデに会いました。」
過去分詞
Han har set Gitte. 「彼はギデを見たことがあります。」
命令形
Se! Han er William, ikke? 「見て！彼、ウィリアムだ よね？」